# 弗拉科纳尔托
弗拉科纳尔托（義大利語：Fraconalto），是意大利亚历山德里亚省的一个市镇。总面积15.85平方公里，人口366人，人口密度23.1人/平方公里（2009年）。ISTAT代码为006069。